# Mehmet Baturalp
Mehmet Baturalp, né en 1936, à Istanbul, en Turquie, est un ancien joueur et entraîneur de basket-ball turc.

## Palmarès
Entraîneur
- Champion de Turquie 1968, 1970, 1988, 1989
- Coupe du Président 1988